# 2MASS J09183815+2134058
2MASS J09183815+2134058 ist ein Brauner Zwerg im Sternbild Krebs. Er wurde 1999 von J. Davy Kirkpatrick et al. entdeckt. Er gehört der Spektralklasse L2,5 an.